# Johann Peter Apollonius Weltrich
Johann Peter Apollonius Weltrich (* 30. April 1781 in Kulmbach; † 23. August 1850 ebenda) war ein deutscher Naturforscher.

## Leben

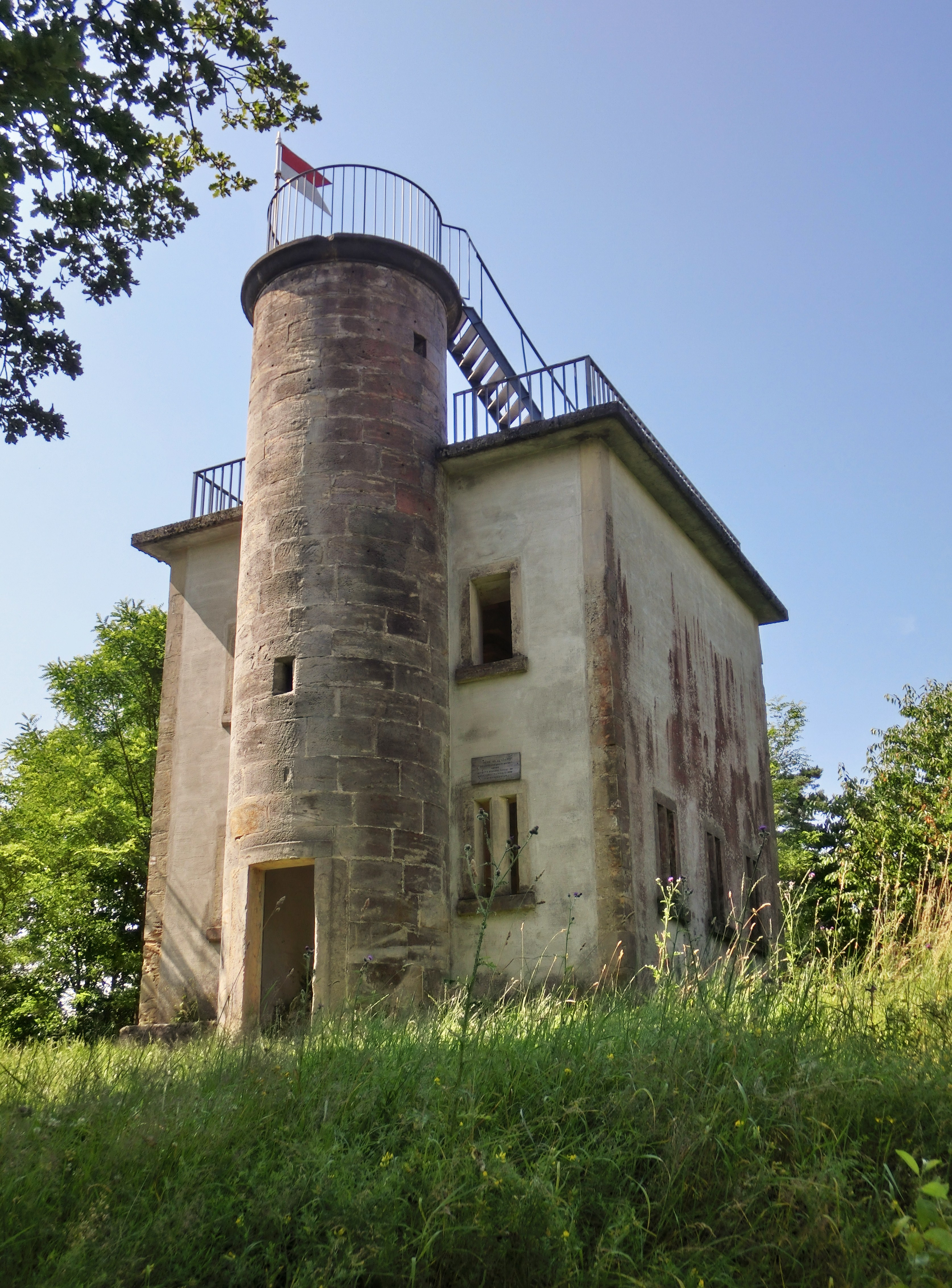
Aussichtsturm Schau-dich-um auf dem Patersberg bei Veitlahm

Weltrich war königlicher Rentamtmann in Kulmbach. Er entdeckte bei Veitlahm im sogenannten Pflanzenlager, einer oberfränkischen Rhätformation, die nach ihm benannte Pflanzenversteinerung Weltrichia mirabilis. Das Fossil ist ein männlicher Sporophyllkreis einer Bennettitacee. Ein Typusexemplar wird an der schwedischen Universität von Uppsala aufbewahrt. Dieses Exemplar ist den Baumfarnen zuzuordnen und wird auch Wunderblume genannt.
Weltrich veranlasste und unterstützte finanziell den Bau des Aussichtsturms Schau-dich-um auf dem Patersberg rund sechs Kilometer nordwestlich von Kulmbach am Fernwanderweg Frankenweg.
Doch nicht nur um die Natur machte sich Weltrich verdient. Er konnte auch den Streit um den Eisenbahnanschluss der Ludwig-Süd-Nord-Bahn zugunsten Kulmbachs entscheiden. Bei den Planungen des letzten Streckenabschnitts in Richtung Hof beanspruchte nach anfänglicher Favorisierung einer Kulmbacher Streckenführung die Stadt Bayreuth einen bevorzugten Bahnanschluss. Dies geschah teils durch sehr unsachliche Argumente, die Weltrich letztlich vor allem durch ökonomischen Aspekte – die Streckenführung über Kulmbach und das Main- und Schorgasttal war wesentlich günstiger – entkräften konnte, weswegen man sich 1842 endgültig dafür entschied, doch zuerst Kulmbach an die Eisenbahn anzubinden, was der Stadt bald einen großen Aufstieg als Industriestadt ermöglichte.
Seit 1843 ist Weltrich Ehrenbürger der Stadt Kulmbach.